# Trinidad (Urugwaj)

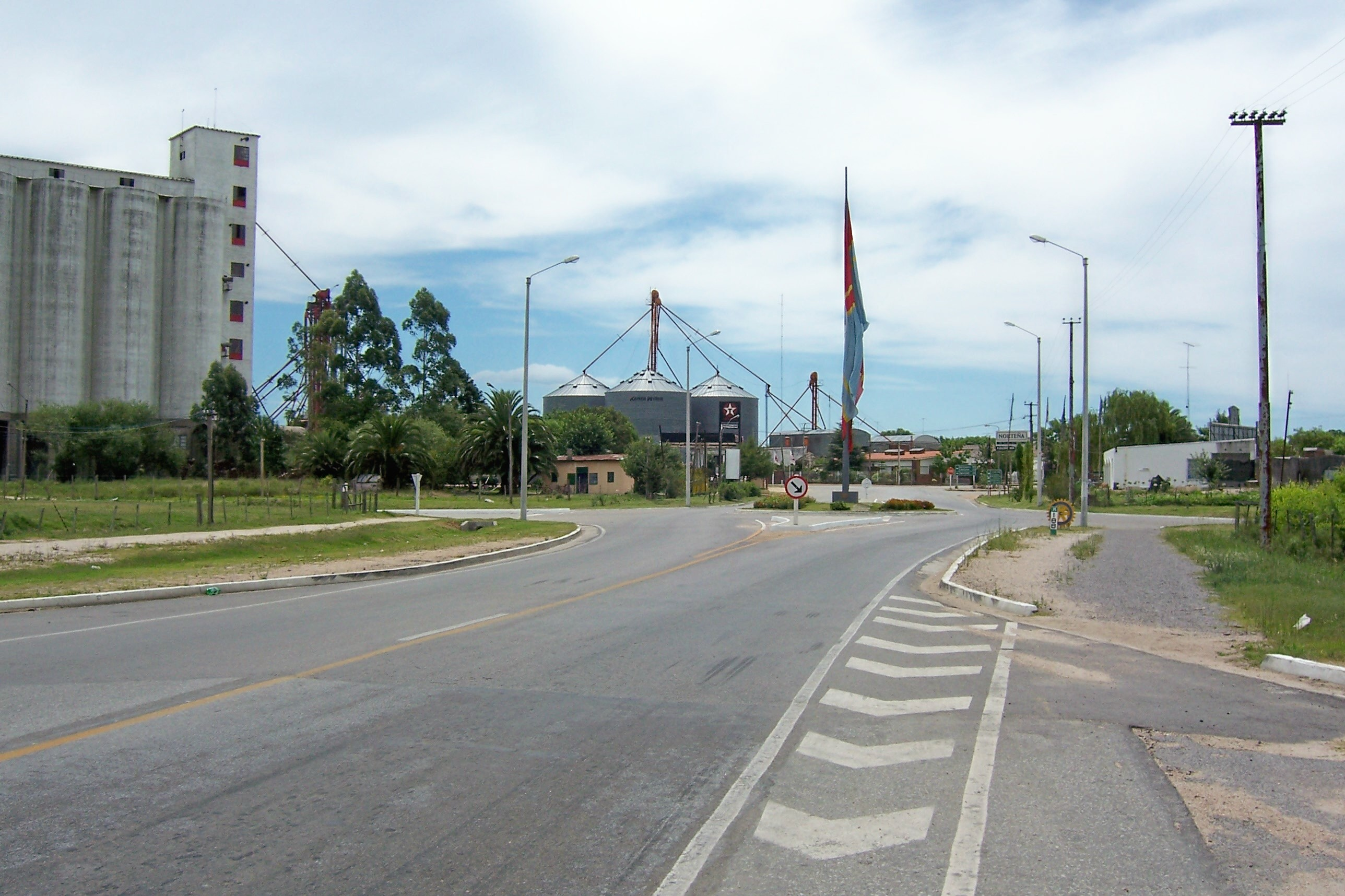
Wjazd do miasta

Trinidad – miasto leżące w południowej części Urugwaju.
Trinidad został założony przez urugwajskiego działacza na rzecz niepodległości gen. José Gervasio Artigasa w 1805 roku. Jest największym miastem i stolicą departamentu Flores. Zamieszkuje je 20 982 ludzi (dane z 2004 roku). 
Miasto zajmuje 5144 km² i leży na wysokości 134 m n.p.m.